# Coki Ramírez
Patricia Silvana Ramírez Ter Hart, detta Coki (Córdoba, 6 febbraio 1980), è una cantante, modella, attrice e ballerina argentina.

## Biografía
Patricia Ramírez è nata il 6 febbraio 1980 nel quartiere Urca di Córdoba, in Argentina, dove ha trascorso la sua infanzia e l'adolescenza. La sua famiglia è di origine tedesca.
Coki ha cominciato la sua carriera musicale con il cantante cileno Alberto Plaza, che ha accompagnato per 10 anni.
Nel 2007 ha pubblicato il suo primo album Presente, dove canta con Fito Páez.
Nel 2010 ha raggiunto una certa fama con il programma televisivo Showmatch.
Nel 2011, è stata semifinalista a Bailando por un sueño.
Nel 2012 ha pubblicato il suo secondo album Se Puede, registrato assieme a diversi cantanti internazionali come Noel Schajris, Aleks Syntek e altri.

## Discografia
- 2007: Presente
- 2012: Se Puede

## Filmografia

### Televisione
| Anno | Titolo                     | Canale                | Ruolo                                                 |
| ---- | -------------------------- | --------------------- | ----------------------------------------------------- |
| 2010 | Bailando 2010              | Canal 13, Argentina   | Lei stessa/Sostituzione di Sabrina Rojas e Lola Ponce |
| 2010 | Demoliendo teles           | Canal 13, Argentina   | Invitata - Cantante                                   |
| 2011 | Bailando 2011              | Canal 13, Argentina   | Semifinalista                                         |
| 2011 | Quiero música en mi idioma |                       | Presentatrice televisiva - Invitata                   |
| 2011 | El desfile del Show        | Canal 13, Argentina   | Invitata - Modella                                    |
| 2011 | Cantando 2011              | Canal 13, Argentina   | Partecipante - Invitata                               |
| 2011 | Sábado Show                | Canal 13, Argentina   | Invitata - Cantante                                   |
| 2012 | Soñando por Cantar         | Canal 13, Argentina   | Invitata - Cantante                                   |
| 2012 | Quiero música en mi idioma |                       | Presentatrice televisiva - Invitata                   |
| 2012 | Sabado Show                | Canal 13, Argentina   | Invitata - Cantante                                   |
| 2012 | Concubinos (Capitolo 3)    | Canal 13, Argentina   | Attrice ("Coka")                                      |
| 2012 | Gracias por venir          | Telefe, Argentina     | Invitata - Cantante                                   |
| 2012 | AM, Antes del Mediodía     | Telefe, Argentina     | Invitata - Membro della giuria                        |
| 2012 | La pelu                    | Telefe, Argentina     | Invitata - Cantante                                   |
| 2012 | Antes de que sea Tarde     | América TV, Argentina | Invitata - Cantante                                   |
| 2012 | Prende y apaga             | Todo Noticias,        | Invitata - Cantante                                   |
| 2012 | Recital en Vivo            | Magazine (TV canale)  | Cantante                                              |
| 2012 | Dulce Amor                 | Telefe, Argentina     | Attrice ("Cati")                                      |
| 2013 | Los Grimaldi               | Canal 9, Argentina    | Attrice - Cantante                                    |
| 2013 | Soñando por Cantar         | Canal 13, Argentina   | Invitata - Cantante                                   |